# Römerbrücke Chesters

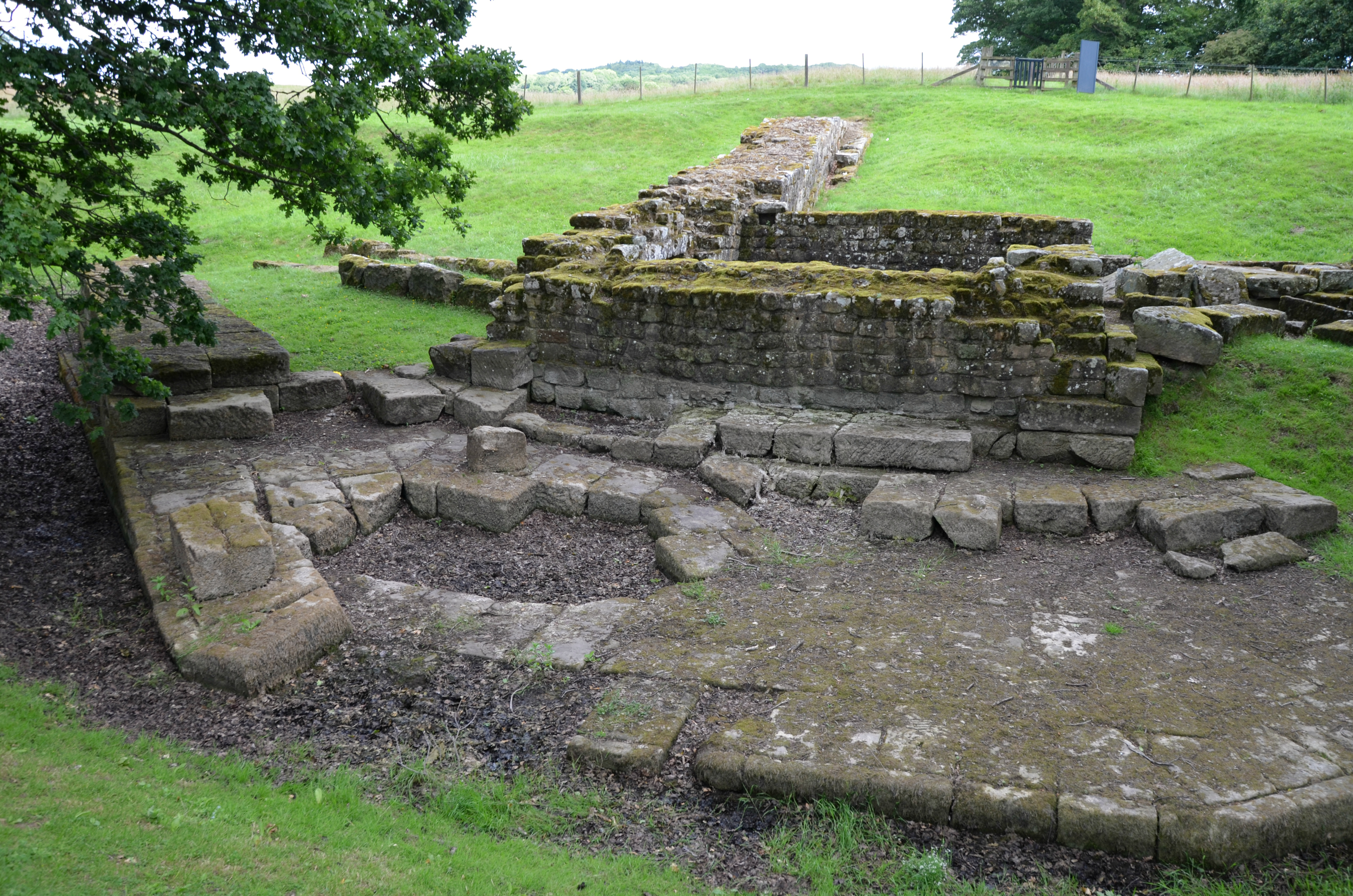
Das östliche Widerlager der Wallbrücke mit der nördlichen Kaimauer

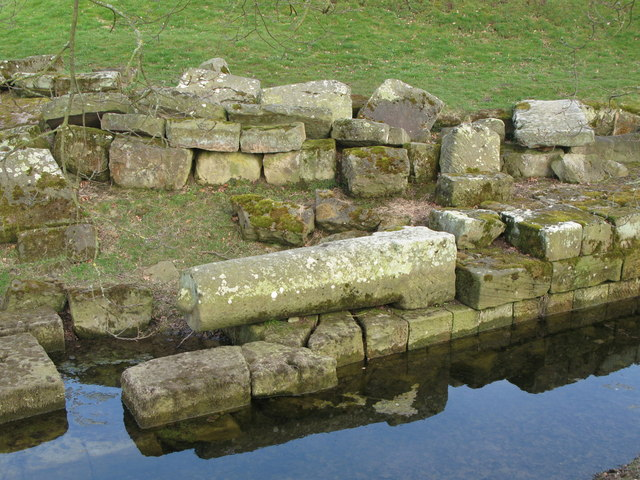
Säulenfragment am östlichen Widerlager, es stammt wahrscheinlich vom Oberbau der Brücke

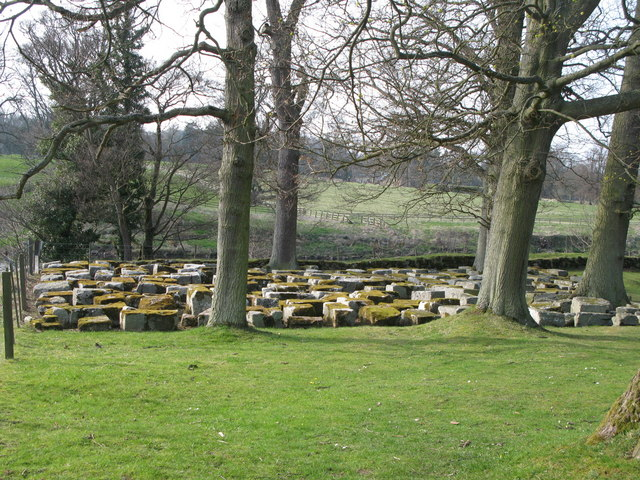
Lagerplatz römischer Steinblöcke nahe der Brücke

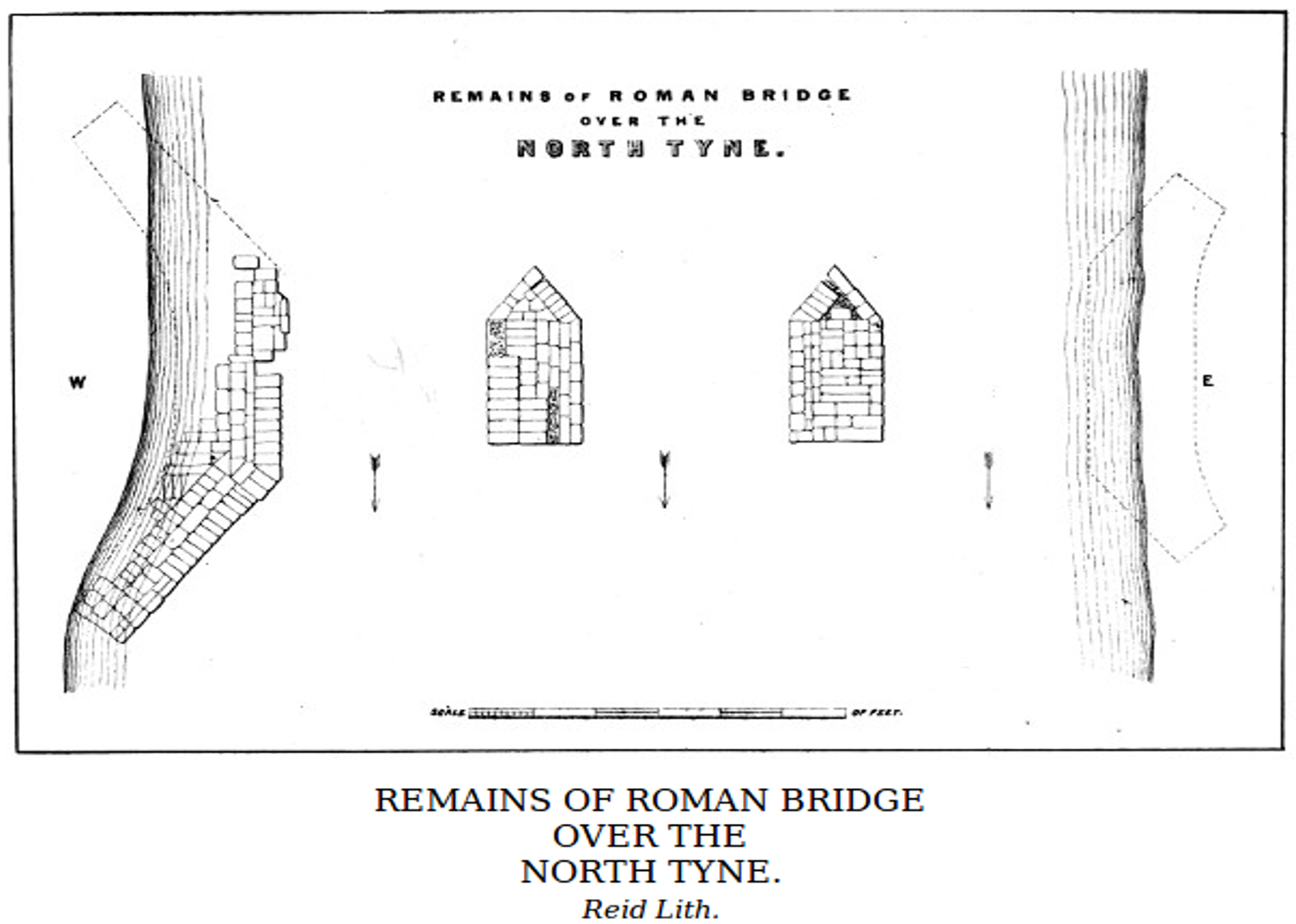
Steingerechter Befundplan des westlichen Widerlagers und der beiden Steinpfeiler (Brücke II) aus dem 19. Jahrhundert

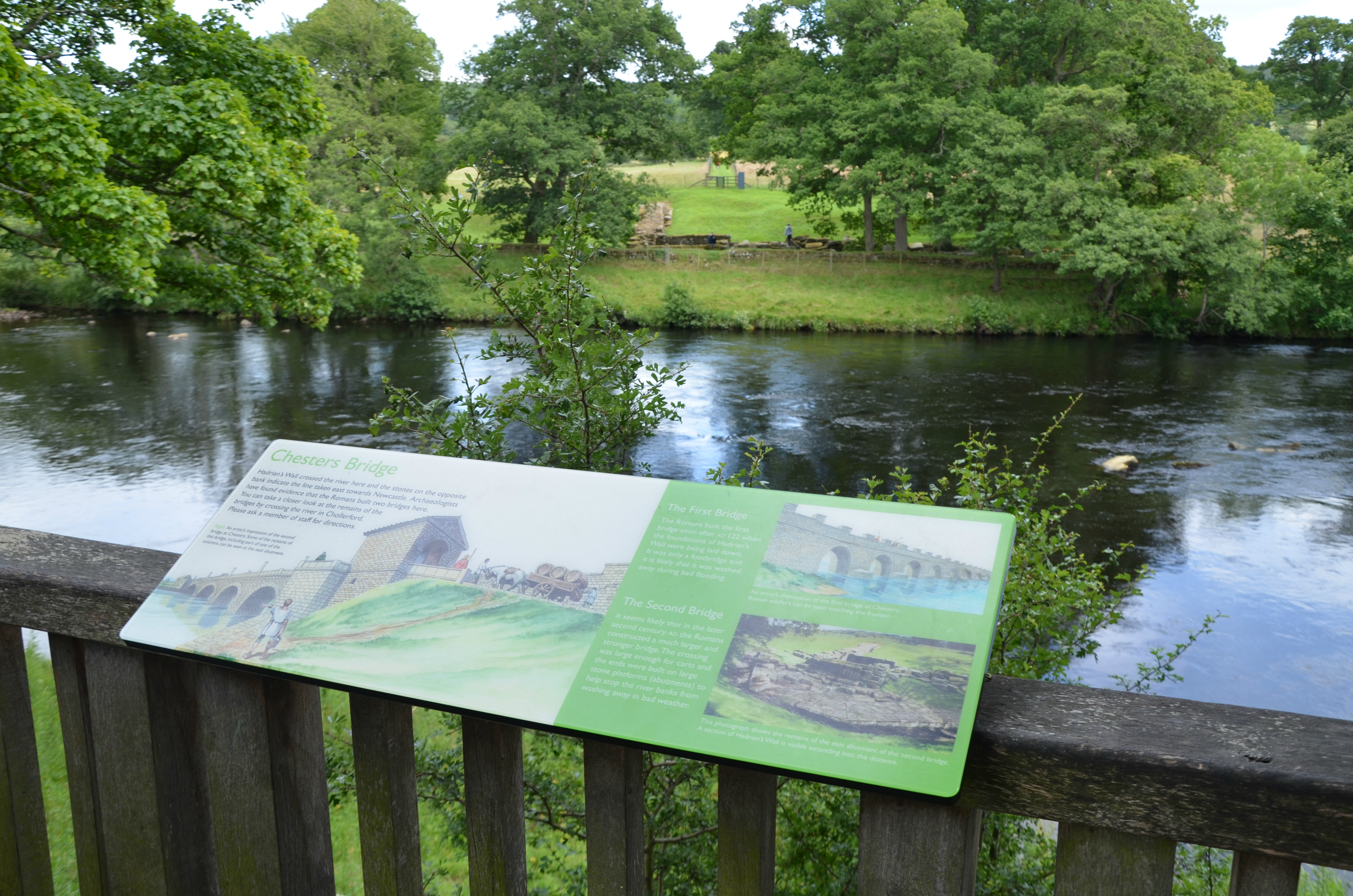
Schautafel am Flussufer

Die Römerbrücke Chesters war Bestandteil des Hadrianswalls und überspannte den Fluss North Tyne bei der Ortschaft Chollerford, Grafschaft Northumberland, England. Sie lag in unmittelbarer Nähe östlich des Wallkastells von Chesters (Cilurnum).
Die mehrphasige Brücke ermöglichte den Übergang über den oberen Tyne (North Tyne) und war einer der frühesten Bauten dieser Art am Hadrianswall. Sie zählt zu den eindrucksvollsten noch erhaltenen römischen Bauten an diesem Abschnitt des Walls. Die ursprüngliche römische Route zwischen Corbridge und Carlisle, heute als Stanegate bekannt, überquerte den Tyne durch eine Furt, oder wahrscheinlicher über eine Holzbrücke, etwa 800 m stromabwärts von Chesters. Auf der Brücke von Chesters querte der Hadrianswall den Fluss. Über sie führte später auch die Militärstraße, die den Wall an seiner Südseite begleitete. Ihr Zweck bestand darin, den Fußweg entlang der Mauer über den Fluss zu führen. Der Bau oder zumindest die Vorbereitung des Geländes begann in der ersten oder zweiten Phase des Mauerbaus (wahrscheinlich zwischen 122 oder 123). Auf ihr erreichte man u. a. das Wallkastell von Chesters, das unmittelbar nach der Brücke am Westufer des Tyne stand. Sie ist heute auf einem Fußweg, ausgehend von der nahen Chollerford Bridge zu erreichen. Die Grundmauern des östlichen Widerlagers der Brücke II und ihres Wachturmes haben sich bis heute erhalten. Bei niedrigem Wasserstand sind auch noch Reste des westlichen Widerlagers und die Substruktionen von zwei Pfeilern in der Mitte des Flussbetts sichtbar. Die spätere Brücke (II) wurde bis zum Ende der Römerherrschaft genutzt und im 7. Jahrhundert abgerissen, um daraus Baumaterial für die St. Wilfrid-Kirche in Hexham zu gewinnen.

## Forschungsgeschichte
Bis zum Beginn der Ausgrabungen in der Mitte des 19. Jahrhunderts sind an der Brückenstelle keine diesbezüglichen Aktivitäten bekannt. Die Brückenpfeiler von Chesters wurden erstmals im 19. Jahrhundert untersucht; ihre Überreste wurden in den 1980er Jahren freigelegt und stabilisiert. Erste Beschreibungen der Überreste des westlichen Widerlagers und der zwei Pfeiler stammen aus dem späten 16. Jahrhundert. Im Jahre 1851 wurde die erste Planskizze der damals sichtbaren Mauerreste veröffentlicht. Später stellte man fest, dass ein Teil der Brücke noch unter dem Ostufer begraben lag. Von 1860 bis Anfang 1863 wurde auch dieser Bereich freigelegt und von William Coulson in Zusammenarbeit mit John Clayton untersucht. Weitere Grabungen wurden von Frank Gerald Simpson 1946 sowie von Paul Bidwell und Neil Holbrook 1982–1983 durchgeführt. Die Ausgrabungen Paul Bidwells und Bill Griffiths in den Jahren 1990–1991 am Westufer bestätigten die Existenz einer zweiten Auffahrtsrampe und des Westturms. 2003 barg man aus dem Tyne einige Überreste der Brücke.

## Entwicklung
Brücke I stand vermutlich bis ins späte 2. Jahrhundert in Verwendung. In dieser Zeit wurden die Besatzungen des Hadrianswalls vorübergehend an den Antoninuswall in Schottland verlegt. Als der Hadrianswall wieder besetzt wurde, wurde sie abgerissen (oder durch ein Hochwasser zerstört) und durch Brücke II ersetzt. Nur wenig ist über ihr späteres Schicksal bekannt. Funde von Münzen aus dem späten 4. Jahrhundert und von Keramik im Bereich der westlichen Auffahrtsrampe lassen annehmen, dass Brücke II bis ins frühe 5. Jahrhundert intakt blieb. Sie wurde schließlich um 670 für den Bau des St.-Wilfried-Klosters in Hexham abgetragen. Es scheint, dass schon damals das gesamte oberirdische Mauerwerk der beiden Widerlager entfernt wurde. Teile der Bögen und Pfeiler ließ man dabei in den Fluss stürzen, wahrscheinlich um so leichter an die Bleiumhüllung der Eisenklammern heranzukommen. Das Blei (vermutlich enthielt das Mauerwerk bis zu acht Tonnen) wurde später für die Bedachung der Kirche verwendet. Steine aus der Bausubstanz der Brücke sind heute durch ihre dunklere Einfärbung in der Krypta der Klosterkirche noch gut zu erkennen.

## Brücke I
Sie war einfach und noch weniger massiv ausgeführt als ihre Nachfolgerin und entstand wahrscheinlich gleichzeitig mit dem Hadrianswall (zwischen 122 und 130). Die erste Brücke wurde aus zugehauenen Steinblöcken errichtet, die mit in Blei eingegossenen Schwalbenschwanzklammern aus Eisen verbunden waren, wie ein im Ostpfeiler von Brücke II erhalten gebliebener Pfeiler zeigt. Die Konstruktion stützte sich auf mindestens neun Steinpfeiler, jeweils etwa 4 m voneinander entfernt aufgestellt. Der östlichste Bogen war nur 4 Meter breit. Sie waren an der Nordseite mit dreieckigen Strombrechern versehen. Einer von ihnen hat sich am Ostufer erhalten, da er in das Mauerwerk des Widerlagers der zweiten Brücke integriert wurde. Ihr Oberbau bestand anfangs vermutlich noch aus Holz. Die Gesamtlänge der Brücke betrug 61 m. Der Gehweg selbst war nur 3 m breit. Die Breite des Walls in diesem Abschnitt betrug ebenfalls ca. 3 m. Diese Brücke trug also nur den Wehrgang der Mauer. Die Brücke wurde vermutlich zwischen den Jahren 140 bis 160 n. Chr. abgebrochen, als die Besatzung des Hadrianswalls nach Norden verlegt wurde, um dort die neue Grenzverteidigungslinie am Antoninuswall in Schottland zu sichern.

## Brücke II
Als der Hadrianswall nach der Aufgabe des Antoninuswalls wieder besetzt wurde, wurde Brücke I um 192 durch eine wesentlich massivere und vor allem doppelt so breite Konstruktion ersetzt. Die Fahrbahn war nun wesentlich breiter; Auf beiden Seiten befanden sich Steinbrüstungen, die in die Oberseite der Blöcke eingelassen waren und über den Bögen ein Gesims bildeten. In bestimmten Abständen wurde die Brüstung durch freistehende Säulen unterbrochen, die vermutlich – wie bei anderen römischen Brücken dieser Größenordnung auch – zur Aufstellung von Statuen gedient haben könnten. Ihr Mauerwerk wurde in opus-quadratum-Technik errichtet. An beiden Enden standen Wach- oder Tortürme (6 m × 6 m), die den Zugang zur Brücke sicherten. Die Basis des östlichen Widerlagers besteht aus einem Mittelteil und zwei abgewinkelten Kaimauern im Norden und Süden, die das Widerlager vor dem Fließwasser des Flusses schützten. Die nördliche Kaimauer steht noch in voller Höhe aufrecht; auf ihr ist ein Phallussymbol eingemeißelt, um so Unglück abzuwehren. Die Südmauer und ihre spätere Erweiterung dienten als Basis der Auffahrtsrampe. Die beiden Wachtürme wurden später abgetragen und an ihrer Stelle neun Meter hohe Auffahrtsrampen angelegt, die es nun auch Fuhrwerken ermöglichten, die Brücke zu passieren. Sie dienten zusätzlich als Stützen, um zu verhindern, dass die Fundamente der Widerlager bei Hochwasser weggerissen wurden. Der Uferbereich war nördlich und südlich des östlichen Widerlagers zusätzlich mit Kaimauern verstärkt worden.
Da sich der Lauf des Tyne über die Jahrhunderte etwa 20 m nach Westen verlegt hatte, wurde ein Großteil des dortigen Widerlagers durch Unterspülung zerstört, einige Mauerzüge sind bei niedrigem Wasserstand aber noch zu erkennen. Es handelt sich dabei vor allem um die Mauerreste des Wachturms. Am Hang dahinter liegen verstreut Trümmer aus dem Kern der Auffahrtsrampe. Die rechteckig zugehauenen Steinblöcke des Mauerwerks waren mit sogenannten „Wolfslöchern“ (Lewis-Hole) versehen. Mit ihrer Hilfe wurden die Steine beim Bau an ihren Platz im Mauerwerk gehoben. Die Brücke verfügte über vier Bögen, gestützt auf drei im Fluss stehende Pfeiler mit spitz zulaufenden Wellenbrechern (Breite ca. 10,8 m). Ihre Gesamtlänge betrug 57,6 m. Die Fahrbahn war 6 m breit. Auf beiden Seiten befanden sich als Geländer Steinbrüstungen auf den Oberseiten der Bogenkonstruktionen und ein Gesims. Von den Bögen wurden später nur mehr ein paar Keilsteine gefunden, aber es gibt genügend andere Funde in Form von gerillten Gesimsblöcken, Brüstungsplatten und -leisten, die beweisen, dass die Brücke vollkommen aus Stein errichtet worden sein muss. Einige Forscher vermuten aber nach wie vor, dass sie zum größten Teil aus Holz bestand. Über ihre spätere Geschichte während der Römerzeit ist wenig bekannt. Es gibt keine archäologischen Hinweise für Reparaturen oder größere Baumaßnahmen nach ihrer Fertigstellung. Die einzigen sichtbaren Veränderungen sind die Erweiterung des Südteils des östlichen Widerlager für die Anlage der Auffahrtsrampe und der Einbau eines Wasserkanals. Er lief durch den Boden des Ostturms und der Rampe und speiste eine Wassermühle, die südlich der Brücke stand.